# Mano
Mano je rijeka u zapadnoj Africi. Izvire u Gvinejskom gorju u Liberiji i čini dio granice između Liberije i Sierra Leonea.
Okruzi kroz koje rijeka teče uključuju područje Parrot's Beak u Gvineji, okrug Lofa u Liberiji i okruzi Kono i Kailahun u Sierra Leoneu. Rudarenje dijamanata je glavna industrija u ovim područjima. Kontrola bogatstva područja i nestabilnost nacionalnih vlada sve tri zemlje doveli su do niza nasilnih sukoba koji su uključivali ove okruge 1990-ih (vidi Građanski rat u Sierra Leoneu, Prvi liberijski građanski rat, Drugi liberijski građanski rat).
Liberija i Sierra Leone osnovale su Uniju rijeke Mano 1973. Gvineja se pridružila 1980. Ponovno je aktivirana 2004. kao carinska i gospodarska unija; Obala Bjelokosti se pridružila 2008.